# Alexandr Možajev
Alexandr Valentinovič Možajev (* 5. srpna 1958 Vladikavkaz, Sovětský svaz) je bývalý sovětský a ruský sportovní šermíř, který se specializoval na šerm kordem. Sovětský svaz reprezentoval v první polovině osmdesátých let. Zastupoval severoosetskou šermířskou školu, která spadala pod Ruskou SFSR. Na olympijských hrách startoval v roce 1980 v soutěži jednotlivců a družstev. V roce 1984 přišel o olympijské hry kvůli bojkotu Sovětského svazu. V roce 1981 obsadil druhé místo na mistrovství světa v soutěži jednotlivců. Se sovětským družstvem kordistů vybojoval bronzovou olympijskou medaili v roce 1980 a titul mistra světa v roce 1981.